# Hyperolius balfouri
Hyperolius balfouri är en groddjursart som först beskrevs av Werner 1908.  Hyperolius balfouri ingår i släktet Hyperolius och familjen gräsgrodor. IUCN kategoriserar arten globalt som livskraftig. Inga underarter finns listade i Catalogue of Life.